# Lijst van spelers van ACF Fiorentina
Deze lijst omvat voetballers die bij de Italiaanse voetbalclub ACF Fiorentina spelen of gespeeld hebben. De spelers zijn alfabetisch gerangschikt.

## A
| - Maxwell Acosty - Daniele Adani - Adriano - Alessandro Agostini - Daniel Kofi Agyei - Ramon Aiana - Enrico Albertosi - Antolín Alcaraz - Giancarlo Alessandrelli | - Sergio Almirón - Amaral - Amarildo - Amauri - Massimo Ambrosini - Mauro Amenta - Daniele Amerini - Guillermo Amor - Ugo Amoretti | - Christian Amoroso - Lorenzo Amoruso - Sofyan Amrabat - Anderson - Daniele Ansini - Alessandro Antinori - Giancarlo Antognoni - Antoninho | - Alberto Aquilani - Antonio Aquilanti - Luca Ariatti - Michele Arrigoni - Nortey Ashong - Alessandro Atzeni - Vlada Avramov - Claudio Azzali |

## B
| - Khouma Babacar - Mauro Bacchin - Alessandro Bacci - Giancarlo Bacci - Michele Bacis - Milan Badelj - Jaime Báez - Ricardo Bagadur - Roberto Baggio - Carmelo Bagnato - Francesco Baiano - Marko Bakić - Abel Balbo - Giuseppe Baldini - Federico Balzaretti - Giacomo Banchelli - Claudio Bandoni - Luzayadio Bangu - Lorenzo Bardini - Giuseppe Baronchelli - Marco Baroni - Roberto Baronio - Mario Bartolelli - Luca Bartolini | - Simone Bartoloni - Giovanni Bartolucci - Can Bartu - José Basanta - Alberto Batistoni - Gabriel Batistuta - Sergio Battistini - Bruno Beatrice - Valon Behrami - Steve Beleck - Tommaso Bellazzini - Giuseppe Bellini - Daniele Beltrammi - Renato Benaglia - Marco Benassi - Bruno Benetti - Mirko Benin - Federico Bernardeschi - Fabrizio Berni - Giuliano Bertarelli - Gianluca Berti - Nicola Berti - Giovanni Bertini - Mario Bertini | - Lucio Bertogna - Alessandro Bertoni - Daniel Bertoni - Stefano Bettarini - Emiliano Betti - Federico Bettoni - Marco Biagianti - Emiliano Bigica - Giuseppe Bigogno - Cristiano Biraghi - Luca Bittante - Claudio Bizzarri - Manuele Blasi - Jakub Błaszczykowski - Kevin-Prince Boateng - Matthieu Bochu - Valeri Bojinov - Mario Bolatti - Angelo Bollano - Giacomo Bonaventura - Emiliano Bonazzoli - Claudio Bonomi - Giacomo Bonora - Lamberto Boranga | - Giovanni Borgato - Stefano Borgonovo - Mario Bortolazzi - Raoul Bortoletto - Artur Boruc - Roberto Bosco - Giovanni Botti - Giorgio Braglia - Piero Braglia - Marco Branca - Federico Brancolini - Carlo Bresciani - Mauro Bressan - Joshua Brillante - Davide Brivio - Giuseppe Brizi - Cristian Brocchi - Mario Brugnera - Luciano Bruni - Pasquale Bruno - Giovanni Bruzzone - Lorenzo Buffon - Antonio Busini - Renato Buso |

## C
| - Martín Cáceres - Daniele Cacia - Ernesto Calisti - Giacomo Callegari - Mario Calosi - Alfonso Camorani - Giorgio Campagna - Gianfranco Campioli - Sergio Campolo - Michele Camporese - Francesco Canella - Leonardo Capezzi - Angelo Carbone - Amedeo Carboni - Pietro Carmignani - Daniele Carnasciali - Stefano Carobbi - Sergio Carpanesi | - Francesco Carpenetti - Federico Carraro - Davide Carrus - Carlo Carta - Francesco Casagrande - Gianfranco Casarsa - Domenico Caso - Giacomo Casoli - Mattia Cassani - Mario Cassano - Sergio Castelletti - José Castillo - Gaetano Castrovilli - Giuseppe Catizone - Pasquale Cavicchia - Luca Ceccarelli - Federico Ceccherini - Luca Cecconi | - Sebastián Cejas - Pierluigi Cencetti - Diego Cenciarelli - Alessio Cerci - Sergio Cervato - Carlo Cherubini - Giuseppe Chiappella - Daniele Chiarini - Luciano Chiarugi - Giorgio Chiellini - Enrico Chiesa - Federico Chiesa - Massimo Cicconi - Christian Cimarelli - Francesco Cinelli - Renato Cipollini - Paolo Ciucchi - Cleiton | - Clerici - Sandro Cois - Gianluca Comotto - Marvin Compper - Paolo Conti - Renzo Contratto - Franco Cortesi - Giuseppe Cosma - Michele Cossato - Leonardo Costagliola - Sante Crepaldi - Gianni Cristiani - Sebastián Cristóforo - Lorenzo Crocetti - Juan Cuadrado - Enrico Cucchi - Antonello Cuccureddu - Patrick Cutrone |

## D
| - Bryan Dabo - Gaetano D'Agostino - Dino D'Alessi - Danilo D'Ambrosio - Lorenzo D'Anna - Dario Dainelli - Dalbert - Christian Dalle Mura - Stefano Daniel - Giancarlo Danova - Andrea De Falco - Julio de León | - Lorenzo De Silvestri - Giancarlo De Sisti - Giacomo Del Gratta - Roberto Del Lama - Stefano Del Sante - Lucio Dell'Angelo - Antonio Dell'Oglio - Mauro Della Martira - Francesco Della Rocca - Daniele Delli Carri - Oscar Dertycia - Claudio Desolati | - Samuel Di Carmine - Alberto Di Chiara - Antonio Di Gennaro - Kevin Diks - Angelo Di Livio - Marco Di Loreto - Sergio Di Marzio - Fabrizio Di Mauro - Francesco Di Tacchio - Abdou Lahat Diakhate - Pape Diakhate - Modibo Diakité | - Alessandro Diamanti - Ramón Díaz - Dino Da Costa - Marcello Diomedi - Davide Dionigi - Marco Domenichini - Marco Donadel - Giacomo Dondoli - Bartłomiej Drągowski - Alfred Duncan - Bobby Duncan - Dunga |

## E
| - Giuseppe Eberle - Edmundo - Stefan Effenberg - Dan Heimer Ekner | - Bismark Ekye - Mounir El Hamdaoui - Alberto Eliani | - Giacinto Ellena - Alan Empereur - Carmine Esposito | - Salvatore Esposito - Valentin Eysseric - Felice Evacuo |

## F
| - Lorenzo Fabiani - Mario Faccenda - Giulio Falcone - Orlando Fanasca - Enrico Fantini - Sauro Fattori - Nevio Favaro - Nicolò Fazzi | - Filippo Fedeli - Felipe - Felipe Melo - Mati Fernández - Ugo Ferrante - Fabio Ferrario - Amilcare Ferretti - Armando Ferroni | - Daniele Ficagna - Fabrizio Ficini - Massimiliano Fiondella - Stefano Fiore - Valerio Fiori - Aldo Firicano - Francesco Flachi | - Italo Florio - Gaetano Fontana - Marco Franceschetti - Salvatore Fresi - Sébastien Frey - Zeffiro Furiassi - Diego Fuser |

## G
| - Roberto Galbiati - Giancarlo Galdiolo - Giovanni Galli - Enzo Gambaro - Alessandro Gamberini - Maurizio Ganz - Renato Gei - Michele Gelsi - Giorgio Gennari - Claudio Gentile | - Pietro Ghedin - Rachid Ghezzal - Rodrigo Ghiandi - Alberto Gilardino - Gilberto - Alberto Ginulfi - Daniele Giraldi - Massimo Gobbi - Steno Gola | - Mario Gomez - Piero Gonfiantini - Ezequiel Gonzalez - Mattia Graffiedi - Guido Gratton - Francesco Graziani - Ricciotti Greatti - Gunnar Gren - Luigi Griffanti | - Egidio Guarnacci - Vincenzo Guerini - Simone Guerri - Giovanni Guerrini - Gianni Guigou - Nikola Gulan - Axel Gulin - Guly - Niccolò Guzzo |

## H
| - Jan Hable - Kurt Hamrin | - Ahmed Hegazy - Luis Helguera | - Jörg Heinrich - Karsten Hutwelker | - Glenn Hysén |

## I
| - Giuseppe Iachini - Pasquale Iachini | - Igor - Josip Iličič | - Duccio Innocenti - Maurizio Iorio | - Andrea Ivan |

## J
| - Ludwig Janda - Jéfferson | - Luis Jiménez - Torbjörn Jonsson | - Stevan Jovetić - Martin Jørgensen | - Julinho |

## K
| - Nikola Kalinić - Andrej Kantsjelskis - Keirrison | - Houssine Kharja - Engelbert Koenig - Christian Kouamé | - Per Krøldrup - Luboš Kubík - Lefter Küçükandonyadis | - Jasmin Kurtić - Zdravko Kuzmanović |

## L
| - Marius Lăcătuș - Marco Landucci - Marcelo Larrondo - Saliou Lassissi - Diego Latorre - Brian Laudrup - Andrea Lazzari | - Paolo Lazzotti - Leandro Amaral - Giuseppe Lelj - Piero Lenzi - Valentino Leonarduzzi - Matthias Lepiller - Luca Lezzerini | - Pol Lirola - Fabio Liverani - Adem Ljajić - Cristian Llama - Bogdan Lobonț - Francisco Lojácono - Adriano Lombardi | - Raffaele Longo - Giuseppe Longoni - Alessandro Lucarelli - Arnaldo Lucentini - Cristiano Lupatelli - Arturo Lupoli - Gianluca Luppi |

## M
| - Emiliano Macchi - Saverio Madrigali - Christian Maggio - Giancarlo Magi - Augusto Magli - Marzio Magli - Francesco Magnanelli - Ardico Magnini - Pietro Maiellaro - Saul Malatrasi - Aldo Maldera - Alberto Malusci - Eraldo Mancin - Gianluca Mancini - Massimo Mancini - Niccoló Manfredini - Thomas Manfredini - Alexander Manninger - Alessandro Mannini - Pier Paolo Manservisi - Manuel Da Costa - Paolo Manunza | - Andrea Manzo - Mario Maraschi - Rino Marchesi - Domenico Marchetti (voetballer) - Gastone Marchi - Marco Marchi - Libero Marchini - Marco Marchionni - Márcio Santos - Marcos Alonso - Marcos Miranda - Gianmatteo Mareggini - Enzo Maresca - Amos Mariani - Giorgio Mariani - Marko Marin - Mario Suárez - Massimo Mariotto - Piergiuseppe Maritato - Lucas Martínez Quarta - Humberto Maschio - Federico Masi | - Riccardo Maspero - Daniele Massaro - Roberto Massaro - Ryder Matos - Alessandro Matri - Vincenzo Matrone - Luca Mattei - Massimo Mattolini - Mazinho - Ondřej Mazuch - Bruno Mazza - Roberto Mazzanti - Walter Mazzarri - Ferruccio Mazzola - Leonardo Menichini - Romeo Menti - Claudio Merlo - Luciano Miani - Fabrizio Miccoli - Dante Micheli - Giulio Migliaccio - Predrag Mijatović | - Luigi Milan - Aurelio Milani - Nikola Milenković - Simone Minelli - Michelangelo Minieri - Roberto Mirri - Paolo Monelli - Tòfol Montiel - Riccardo Montolivo - Miguel Montuori - Lorenzo Morelli - Emiliano Moretti - Domenico Morfeo - Giuseppe Moro - Juan Carlos Morrone - Luca Moz - Marco Mugnaini - Gianni Munari - Gustavo Munúa - Roberto Musso - Adrian Mutu |

## N
| - Hidetoshi Nakata - Marco Nappi - Matija Nastasić - Cesare | - Alfonso Negro - Bruno Neri - Maurizio Neri | - Neto - Carlo Novelli - Giuseppe Novellino | - Savio Nsereko - Nuno Gomes - Paolo Nuti |

## O
| - Chris Obodo - Leonardo Occhipinti - Octávio - Paul Okon | - Luis Oliveira - Rubén Olivera - Roberto Onorati - Gabriele Oriali | - Andrea Orlandini - Alberto Orlando - Alessandro Orlando | - Massimo Orlando - Alberto Orzan - Pablo Osvaldo |

## P
| - Pasquale Padalino - Massimo Paganin - Dino Pagliari - Luigi Pagliuca - Francesco Palmieri - Angelo Palombo - Luigi Panarelli - Michel Panatti - Giuseppe Pancaro - Egisto Pandolfini - Alfredo Paolicchi - Andrea Paolucci - Mario Paradisi - Roberto Parlanti - Silvio Parodi - Carlo Pascucci | - Manuel Pasqual - Sileno Passalacqua - Daniel Passarella - Mattia Passarini - Michele Pazienza - Edoardo Pazzagli - Giampaolo Pazzini - Eraldo Pecci - Claudio Pellegrini - Davide Pellegrini - Ennio Pellegrini - Giuseppe Pellicanò - Luis Pentrelli - Romano Penzo - Mario Perazzolo - Mario Perego | - Paolo Perugi - Luca Petri - Jacopo Petriccione - Alessandro Antinori Petrini - Gianfranco Petris - Pedro Petrone - Germán Pezzella - Giovanni Piacentini - Luigi Piangerelli - Claudio Piccinetti - Achille Piccini - Cristiano Piccini - Sascha Pichler - Alessandro Pierini - Celeste Pin | - Sergio Pini - Stefano Pioli - Giovan Pirovano - Alfredo Pitto - David Pizarro - Mario Pizziolo - Javier Portillo - Alessandro Potenza - Pierino Prati - Valeriano Prestanti - Maurilio Prini - Roberto Pruzzo - Paolino Pulici - Erick Pulgar - Vittorio Pusceddu |

## Q
| - Fabio Quagliarella |

## R
| - Alessandro Radi - Luca Ranieri - Jacob Rasmussen - Gian Filippo Reali - Ante Rebić - Stefano Rebonato - Reginaldo - Tomáš Řepka - Maurizio Restelli - Franck Ribéry - Claudio Ricciarelli | - Micah Richards - Christian Riganó - Claudio Rimbaldo - Nicola Ripa - Roberto Ripa - Antonio Rizzo - Francesco Rizzo - Anselmo Robbiati - Enzo Robotti - Marco Roccati - Andrea Rocchigiani | - Gonzalo Rodríguez - Moreno Roggi - Bernardo Rogora - Italo Romagnoli - Marco Romizi - Rômulo - Facundo Roncaglia - André Roosenburg - Antonio Rosati - Francesco Rosetta - Aleandro Rosi | - Paolo Rosi - Federico Rossi - Giuseppe Rossi - Marco Rossi - Marco Rossinelli - Stefano Rossini - Fabio Rossitto - Paolo Rozzio - Orlando Rozzoni - Rui Costa - Björn Runström |

## S
| - Luigi Sacchetti - Luigi Sacchi - Hany Saïd - Patrizio Sala - Mohamed Salah - Amidu Salifu - Nello Saltutti - Stefano Salvatori - Elvio Salvori - Joaquín Sánchez - Mario Santana - Riccardo Saponara | - Giuliano Sarti - Stefan Savić - Mirko Savini - Massimiliano Scaglia - Nevio Scala - Cristiano Scalabrelli - Aldo Scaramucci - Stefan Schwarz - Francesco Scotti - Andrea Seculin - Haris Seferović - Armando Segato | - Ezio Sella - Juan Seminario - Franco Semioli - Luigi Sepe - Michele Serena - Simone Sereni - Santiago Silva - Mohamed Sissoko - Sócrates - Andrea Soncin - Francesco Sorbino | - Ángelo Sormani - Andrea Sottil - Riccardo Sottil - Walter Speggiorin - Matteo Spinelli - Paolino Stanzial - Danilo Stefani - Benedetto Stella - Marco Storari - Michelangelo Sulfaro - Franco Superchi |

## T
| - Romano Taccola - Max Taddei - Riccardo Taddei - Giuseppe Taglialatela - Massimiliano Tagliani - Andrea Tarozzi | - Ciprian Tătărușanu - Giovanni Tedesco - Alessio Tendi - Pietro Terracciano - Aleksa Terzić - Cyril Théréau | - Francesco Toldo - Nenad Tomović - Luca Toni - Alessio Toracchi - Antonio Tormen - Riccardo Toros | - Moreno Torricelli - Vittorio Tosto - Martino Traversa - Alessandro Turchetta - Claudio Turchetto |

## U
| - Tomáš Ujfaluši |

## V
| - Georgios Vakouftsis - Ferruccio Valcareggi - Jaime Valdés - Mario Valeri - Borja Valero - Anthony Vanden Borre - Paolo Vanoli - Juan Vargas | - Andrea Vascotto - Matías Vecino - Marco Vendrame - Fernando Veneranda - Bruno Venturini - Luciano Venturini - Lorenzo Venuti - Joan Verdú | - Rufo Verga - William Viali - Corrado Viciani - Pietro Vierchowod - Christian Vieri - Luca Vigiani - József Viola | - Giuseppe Virgili - Alessandro Vitali - Giampiero Vitali - Emiliano Viviano - Dušan Vlahović - Giuseppe Volpecina - Zisis Vryzas |

## W
| - Papa Waigo - Rafał Wolski |

## Y
| - Aleksandr Yakovenko |

## Z
| - Alessandro Zagano - Cristiano Zanetti - Giacomo Zappacosta | - Luciano Zauri - Rafik Zekhnini - Sead Zilic | - Mauro Zironelli - Kenneth Zohore - Sergio Zuccheri | - Vincenzo Zucchini - Szymon Żurkowski |